# Чемпіонат Європи з футболу 2024 (кваліфікаційний раунд, група D)
Група D кваліфікації УЄФА Євро-2022 — одна з 10 груп для визначення команд, які пройдуть до Чемпіонату Європи 2024 у Німеччині. Група D складається з 5 команд: Вірменія, Латвія, Туреччина, Уельс та Хорватія. Команди зіграють одна з одною вдома та на виїзді за круговою системою.
Дві кращі команди групи потраплять напряму до Чемпіонату Європи 2024. В той час, як учасники плей-оф визначаються на основі результатів Ліги націй УЄФА 2022–23.

## Турнірна таблиця
| Поз | Команда   | І | В | Н | П | ГЗ | ГП | РГ  | О  | Кваліфікація                       |     | Туреччина | Хорватія | Уельс | Вірменія | Латвія |
| --- | --------- | - | - | - | - | -- | -- | --- | -- | ---------------------------------- | --- | --------- | -------- | ----- | -------- | ------ |
| 1   | Туреччина | 8 | 5 | 2 | 1 | 14 | 7  | +7  | 17 | Кваліфікація до фінального турніру |     | —         | 0:2      | 2:0   | 1:1      | 4:0    |
| 2   | Хорватія  | 8 | 5 | 1 | 2 | 13 | 4  | +9  | 16 | Кваліфікація до фінального турніру |     | 0:1       | —        | 1:1   | 1:0      | 5:0    |
| 3   | Уельс     | 8 | 3 | 3 | 2 | 10 | 10 | 0   | 12 | Вихід до плей-оф через Лігу націй  |     | 1:1       | 2:1      | —     | 2:4      | 1:0    |
| 4   | Вірменія  | 8 | 2 | 2 | 4 | 9  | 11 | −2  | 8  |                                    |     | 1:2       | 0:1      | 1:1   | —        | 2:1    |
| 5   | Латвія    | 8 | 1 | 0 | 7 | 5  | 19 | −14 | 3  |                                    | 2:3 | 0:2       | 0:2      | 2:0   | —        |        |

## Матчі
УЄФА опублікували розклад матчів 10 жовтня 2022, на наступний день після жеребкування. Час вказано у EET/EEST (київський час) (місцевий час, якщо відрізняється, вказано в дужках).
| 25 березня 2023 19:00 (21:00 AMT) |

| Вірменія         | 1:2      | Туреччина                    |
| ---------------- | -------- | ---------------------------- |
| - Кабак 10' (аг) | Протокол | - Кекчю 35' - Актюркоглу 64' |

| ім. Вазгена Саркісяна, Єреван Глядачів: 14 125 Арбітр: Хосе Марія Санчес (Іспанія) |

| 25 березня 2023 21:45 (20:45 CET) |

| Хорватія       | 1:1      | Уельс            |
| -------------- | -------- | ---------------- |
| - Крамарич 28' | Протокол | - Броудхед 90+3' |

| Полюд, Спліт Глядачів: 33 474 Арбітр: Жуан Піньєйру (Португалія) |

| 28 березня 2023 21:45 |

| Туреччина | 0:2      | Хорватія             |
| --------- | -------- | -------------------- |
|           | Протокол | - Ковачич 20', 45+4' |

| Бурса Буюкшехір Беледі, Бурса Глядачів: 37 750 Арбітр: Андреас Екберг (Швеція) |

| 28 березня 2023 21:45 (19:45 BST) |

| Уельс     | 1:0      | Латвія |
| --------- | -------- | ------ |
| - Мур 41' | Протокол |        |

| Кардіфф Сіті Стедіум, Кардіфф Глядачів: 32 806 Арбітр: Гіоргі Круашвілі (Грузія) |

| 16 червня 2023 21:45 (19:45 BST) |

| Уельс                     | 2:4      | Вірменія                             |
| ------------------------- | -------- | ------------------------------------ |
| - Джеймс 10' - Вілсон 72' | Протокол | - Зелараян 19', 75' - Ранос 30', 66' |

| Кардіфф Сіті Стедіум, Кардіфф Глядачів: 32 774 Арбітр: Георгі Кабаков (Болгарія) |

| 16 червня 2023 21:45 |

| Латвія                     | 2:3      | Туреччина                                   |
| -------------------------- | -------- | ------------------------------------------- |
| - Емсіс 51' - Тоберс 90+4' | Протокол | - Бардакчі 22' - Юндер 61' - Кахведжі 90+5' |

| Сконто, Рига Глядачів: 6 287 Арбітр: Тамаш Богнар (Угорщина) |

| 19 червня 2023 19:00 (20:00 AMT) |

| Вірменія                               | 2:1      | Латвія             |
| -------------------------------------- | -------- | ------------------ |
| - Тікнізян 35' - Барсегян 90+1' (пен.) | Протокол | - Мкртчян 67' (аг) |

| ім. Вазгена Саркісяна, Єреван Глядачів: 13 450 Арбітр: Петер Кралович (Словаччина) |

| 19 червня 2023 21:45 |

| Туреччина              | 2:0      | Уельс |
| ---------------------- | -------- | ----- |
| - Наїр 72' - Гюлер 80' | Протокол |       |

| Самсун, Самсун Глядачів: 28 766 Арбітр: Фабіо Мареска (Італія) |

| 8 вересня 2023 21:45 (20:45 CEST) |

| Хорватія                                                | 5:0      | Латвія |
| ------------------------------------------------------- | -------- | ------ |
| Петкович 3', 44' Іванушець 13' Крамарич 68' Пашалич 78' | Протокол |        |

| Руєвіца, Рієка Глядачів: 8 152 Арбітр: Філіп Фарруджа (Мальта) |

| 8 вересня 2023 21:45 |

| Туреччина    | 1:1      | Вірменія  |
| ------------ | -------- | --------- |
| Йилдирим 88' | Протокол | Дашян 49' |

| Єні Ескішехір Стадіум, Ескішехір Глядачів: 31 740 Арбітр: Даніеле Орсато (Італія) |

| 11 вересня 2023 19:00 (20:00 AMT) |

| Вірменія | 0:1      | Хорватія     |
| -------- | -------- | ------------ |
|          | Протокол | Крамарич 14' |

| ім. Вазгена Саркісяна, Єреван Глядачів: 14 233 Арбітр: Клеман Тюрпен (Франція) |

| 11 вересня 2023 21:45 |

| Латвія | 0:2      | Уельс                        |
| ------ | -------- | ---------------------------- |
|        | Протокол | Ремзі 29' (пен.) Брукс 90+6' |

| Сконто, Рига Глядачів: 6 464 Арбітр: Міхал Оченаш (Словаччина) |

| 12 жовтня 2023 21:45 (20:45 CEST) |

| Хорватія | 0:1      | Туреччина  |
| -------- | -------- | ---------- |
|          | Протокол | Йилмаз 30' |

| Опус Арена, Осієк Глядачів: 12 812 Арбітр: Ентоні Тейлор (Англія) |

| 12 жовтня 2023 21:45 |

| Латвія                   | 2:0      | Вірменія |
| ------------------------ | -------- | -------- |
| Ікаунєкс 39' Балодіс 68' | Протокол |          |

| Сконто, Рига Глядачів: 5 128 Арбітр: Раде Обренович (Словенія) |

| 15 жовтня 2023 21:45 |

| Туреччина                                 | 4:0      | Латвія |
| ----------------------------------------- | -------- | ------ |
| Акгюн 58' Тосун 84', 90+2' Актюркоглу 88' | Протокол |        |

| Конья Бююкшехір, Конья Глядачів: 35 925 Арбітр: Енеа Йоргі (Албанія) |

| 15 жовтня 2023 21:45 (20:45 BST) |

| Уельс           | 2:1      | Хорватія    |
| --------------- | -------- | ----------- |
| Вілсон 47', 60' | Протокол | Пашалич 75' |

| Кардіфф Сіті Стедіум, Кардіфф Глядачів: 31 240 Арбітр: Давіде Масса (Італія) |

| 18 листопада 2023 16:00 (18:00 AMT) |

| Вірменія    | 1:1      | Уельс               |
| ----------- | -------- | ------------------- |
| Зелараян 5' | Протокол | Тікнізян 45+2' (аг) |

| ім. Вазгена Саркісяна, Єреван Глядачів: 14 271 Арбітр: Бенуа Бастьєн (Франція) |

| 18 листопада 2023 19:00 |

| Латвія | 0:2      | Хорватія             |
| ------ | -------- | -------------------- |
|        | Протокол | Маєр 7' Крамарич 16' |

| Сконто, Рига Глядачів: 6 747 Арбітр: Урс Шнідер (Швейцарія) |

| 21 листопада 2023 21:45 (20:45 CET) |

| Хорватія    | 1:0      | Вірменія |
| ----------- | -------- | -------- |
| Будимир 43' | Протокол |          |

| Максимир, Загреб Глядачів: 20 398 Арбітр: Іван Кружляк (Словаччина) |

| 21 листопада 2023 21:45 (20:45 GMT) |

| Уельс      | 1:1      | Туреччина         |
| ---------- | -------- | ----------------- |
| Вільямс 7' | Протокол | Язиджи 70' (пен.) |

| Кардіфф Сіті Стедіум, Кардіфф Глядачів: 32 291 Арбітр: Матей Юг (Словенія) |

## Бомбардири
Протягом турніру було забито  51 голів у 20 матчах, з середнім показником 2.55 голів за матч.
4 голи
- Андрей Крамарич

3 голи
- Лукас Зелараян
- Гаррі Вілсон

2 голи
- Грант-Леон Ранос
- Керем Актюркоглу
- Дженк Тосун
- Матео Ковачич
- Маріо Пашалич
- Бруно Петкович

1 гол
- Тигран Барсегян
- Артак Дашян
- Наїр Тікнізян
- Деніелс Балодіс
- Едуардс Емсіс
- Яніс Ікаунєкс
- Крістерс Тоберс
- Юнус Акгюн
- Бертуг Йилдирим
- Бариш Йилмаз
- Абдулкерім Бардакчі
- Арда Гюлер
- Ірфан Кахведжі
- Оркун Кекчю
- Умут Наїр
- Ченгіз Юндер
- Юсуф Язиджи
- Нейтан Броудхед
- Девід Брукс
- Неко Вільямс
- Деніел Джеймс
- Кіффер Мур
- Аарон Ремзі
- Анте Будимир
- Лука Іванушець
- Ловро Маєр

1 автогол
- Стьопа Мкртчян (проти Латвії)
- Наїр Тікнізян (проти Уельсу)
- Озан Кабак (проти Вірменії)

## Дисциплінарні покарання
Гравець автоматично пропускає наступний матч за наступні дисциплінарні порушення:
- Червона картка (відсторонення за червону картку може бути збільшене за серйозні порушення)
- 3 жовті картки у трьох різних матчах (відсторонення за червону також поширюється і на плей-оф, але не на фінальний турнір чи і подальші міжнародні матчі)

Гравці відбули (чи відбудуть) наступні дисциплінарні покарання: 
| Команда   | Гравець           | Порушення                                                                                  | Відсторонено на матч(і)                                     |
| --------- | ----------------- | ------------------------------------------------------------------------------------------ | ----------------------------------------------------------- |
| Вірменія  | Оганес Амбарцумян | пр. Ірландії (27 вересня 2022)                                                             | пр. Туреччини (25 березня 2023)                             |
| Вірменія  | Артак Дашян       | пр. Ірландії (27 вересня 2022)                                                             | пр. Туреччини (25 березня 2023)                             |
| Вірменія  | Вараздат Ароян    | пр. Туреччини (25 березня 2023) пр. Латвії (19 червня 2023) пр. Туреччини (8 вересня 2023) | пр. Хорватії (11 вересня 2023)                              |
| Латвія    | Едуардс Емсіс     | пр. Туреччини (16 червня 2023)                                                             | пр. Вірменії (19 червня 2023)                               |
| Латвія    | Едуардс Емсіс     | пр. Уельсу (11 вересня 2023) пр. Вірменії (12 жовтня 2023) пр. Туреччини (15 жовтня 2023)  | пр. Хорватії (18 листопада 2023)                            |
| Латвія    | Крістерс Тоберс   | пр. Туреччини (16 червня 2023) пр. Вірменії (19 червня 2023) пр. Уельсу (11 вересня 2023)  | пр. Вірменії (12 жовтня 2023)                               |
| Латвія    | Марціс Ошс        | пр. Вірменії (12 жовтня 2023)                                                              | пр. Туреччини (15 жовтня 2023)                              |
| Туреччина | Меріх Демірал     | пр. Вірменії (25 березня 2023) пр. Уельсу (19 червня 2023) пр. Вірменії (8 вересня 2023)   | пр. Хорватії (12 жовтня 2023)                               |
| Уельс     | Кіффер Мур        | пр. Вірменії (16 червня 2023)                                                              | пр. Туреччини (19 червня 2023) пр. Латвії (11 вересня 2023) |
| Уельс     | Джо Моррелл       | пр. Туреччини (19 червня 2023)                                                             | пр. Латвії (11 вересня 2023) пр. Хорватії (15 жовтня 2023)  |

| ЖК           | жовта картка                                      |
| ЖК · YK · RK | непряма червона картка (дві жовті в одному матчі) |
| RK           | червона картка                                    |
| ЖК · RK      | жовта та червона картка в одному матчі            |

## Позначки
1. ↑  EET (UTC+2) для матчів до 26 березня та у листопаді 2023, та EEST (UTC+3) для решти матчів.